# 115-я стрелковая дивизия
115-я стрелковая Холмская Краснознамённая дивизия — воинское соединение Вооружённых Сил СССР.

## История
Развёрнута 07.09.1939 из 2-го стрелкового полка 1-й Московской пролетарской дивизии.
В сентябре 1939 года принимала участие в Польской кампании, в июне 1940 года участвовала в присоединении Литвы к СССР. С марта 1941 года занимает позиции на Карельском перешейке.
В Действующей армии в период Великой Отечественной войны — с 22.06.1941 по 29.09.1943 и с 16.10.1943 по 09.05.1945 года.
На 22.06.1941 года дислоцировалась в Кирву. На тот момент в составе дивизии было 12421 человек личного состава, 8 танков, 80 орудий от 76-миллиметров калибром, 150 миномётов, 54 45-миллиметровых противотанковых орудий, Задачей дивизии являлось обеспечить прочную оборону Государственной границы СССР на участке Варне — Курманпохья. Протяжённость участка по фронту составляла 47 километров. Дивизия к 29.06.1941 развернулась на вверенном участке, но в бои вступила только через месяц, так как финские войска с началом кампании вели наступление на других участках. С момента развёртывания дивизия находилась в двухполковом составе, так как 708-й стрелковый полк, находящийся во втором эшелоне, был по приказу передан 168-й стрелковой дивизии (а впоследствии вошёл в состав 43-й стрелковой дивизии)
C 31.07.1941 года финские войска развернули мощное наступление на участке обороны дивизии в направлении Варис — Ваихала с выходом на шоссе Хийтола — Куркийоки и Олика — Кирву с выходом на станцию Сайрала. Финским войскам в первые дни августа удалось прорвать оборону дивизии, и в течение августа 1941 года части дивизии отступали в район восточнее Выборга, чередуя отступление с безуспешными контрударами — 05.08.1941 в направлении дороги Выборг-Лаппенранта, 10.08.1941 — юго-восточнее Хийтола.
С 13-го августа дивизии был придан второй батальон 245-го полка (123-й СД), с задачей с утра 14-го августа атаковать ст.Калиола (Боровинка) совместно с батальоном 708-го полка. Но контрнаступление не получилось, и уже к вечеру 15-го части дивизии оставили Антреа, перейдя на западный берег Вуоксы. Севернее, в Яски и Энсо на восточном берегу Вуоксы обороняли части 638-го полка. 16-го августа в резерв дивизии прибывает первый батальон 272-го полка (123-й СД), и упорные оборонительные бои продолжаются до 20-го августа, когда 115-я дивизия получает приказ оставить позиции и под прикрытием 43-й дивизии выйти в район юго-восточнее Выборга для контрудара с 123-й дивизий в восточном направлении против финских сил, форсировавших Вуоксу в районе Вуосалми.
Начало контрнаступление двух дивизий, 123-й и 115-й, каждая — в составе двух полков, планировалось спустя 4 дня, 24-го августа. За это время финские войска, форсировали Вуоксу в районе Яски - Антреа, и продолжая наступать в южном направлении, вышли в район развертывания 115-й дивизии, начав бои уже 23-го августа.
Тем не менее, начав контрнаступление 24-го августа силы 115-й дивизии в встречном бою несколько потеснили наступавших финнов 26-го пехотного полка и легкой пехотной бригады, но к 27-у августа сюда была переброшены силы 4-й и 12-й пехотных дивизий. В результате массированного наступления финских войск, фронт соседней 123-й дивизии был разорван и 272-й полк (123 СД), который вел бои в районе Кямяря отошел к частям 115-й дивизии. На этот момент финны уже перерезали дороги между Выборгом и Ленинградом, и части оказались в окружении.
28-го августа штаб 23-й армии отдал приказ об отходе, 115-я дивизия с приданными ей 272-м и 245-м полками (123-й СД) должны были прорываться через Сумма по (средне)Выборгскому шоссе. Отбросив передовые части финнов в Сяйниё (Черкасово), дивизия прорвалась почти до Хуумола (западнее Гаврилово), причем некоторый подразделения 245-го полка прорвались дальше по шоссе на Ленинград, а основные силы дивизии остались в окружении. К концу августа 1941 года остатки 115-й стрелковой дивизии оказались в окружении южнее Выборга в лесном массиве между деревнями Порлампи и Мятсякюля, мелкими группам выходили в район мыса Койвисто, откуда были эвакуированы в Кронштадт на судах.
К 05.09.1941 года дивизия сосредоточилась в районе Невской Дубровки, дивизия была пополнена находящимися там истребительными батальонами народного ополчения (4-й и 5-й) и другими подразделениями, и заняла оборону на правом берегу Невы от Овцино до Ладожского озера, затем, с выходом 1-й стрелковой дивизии НКВД из-под Шлиссельбурга, занимаемый дивизией участок сократился, штаб дивизии расположился в Плинтовке.
18.09.1941 года был получен приказ о форсировании Невы и созданию плацдарма на её левом берегу. В ночь на 20.09.1941 года части дивизии вместе с частями 4-й бригады морской пехоты скрытно переправились на другой берег, таким образом создав плацдарм, известный в дальнейшем как Невский пятачок. Сразу же после переправы советские войска были обнаружены, и плацдарм расширялся уже с боями. Вела тяжелейшие бои на плацдарме до 15.11.1941 года. На 05.11.1941 года в дивизии было всего 82 активных штыка. Затем была снята с плацдарма, пополнена и с 15.12.1941 года по Ладоге переброшена в Войбокало, где развивалась Тихвинская наступательная операция. Дивизия прибыла к концу операции, после 20.12.1941 года наступала в Киришском районе на Гороховец.
На 27.03.1942 года в дивизии было 507 активных штыков. До осени 1943 года ведёт бои в районе Киришей — Любань, так в апреле 1942 года вместе со 122-й танковой бригадой наносит удар на Посадников Остров, продвинулась вперед на 6 километров и достигла реки Кусинки. Затем отведена в резерв, пополнена и концу сентября 1943 года переброшена на Брянский фронт, приняла участие в боях после Орловской наступательной операции, участвовала в освобождении населённых пунктов Ольговка, Мостечня и Игрицкое, после чего переброшена на другой участок в район города Холм, заняла оборону по восточному берегу реки Ловать
Перешла в наступление в январе 1944 года в ходе Старорусско-Новоржевской операции, ведёт бои под Новосокольниками, 21.02.1944 года занимает город Холм. Продолжая наступление, с 25 на 26.03.1944 дивизия совместно с 33-й стрелковой дивизией форсируют реку Великая, выбивают противника из укреплённых позиций, овладевают населёнными пунктами Кузовиха, Бельково, Заброво, 26.03.1944 части дивизии перерезают дорогу и овладевают Глыжино, Чертова Гора, Гнилуха, Мишны, Мошино, Горушка, Забоево. Таким образом дивизия вновь создала так называемый Стрежневский плацдарм, неподалёку от Пушкинских Гор, где перешла к обороне, а затем переброшена на южный фланг 2-го Прибалтийского фронта, где в июле 1944 года ведёт наступление в ходе Режицко-Двинской операции, в ходе которой вышла в район западнее Резекне
С 17.08.1944 дивизия в наступлении в ходе Мадонской операции, прорвала оборону противника на рубеже Граудите — Вевери, продолжала наступление к западу от Ляудоны в направлении станции Калснава, форсировала реки Арона, Берзауне, Весета и 20.08.1944 вышла к крупному населённому пункту Виеталва в 15 километрах юго-восточнее города Эргли, расположенному на шоссе Плявиняс — Эргли.
С этого рубежа дивизия перешла в наступление в ходе Рижской операции, до конца сентября 1944 года ведёт наступление, но была остановлена на укреплённом рубеже Сигулда, затем переброшена на северо-восточные подступы к Тильзиту. В наступлении с 13.01.1945 года, прорывает хорошо укреплённую оборону. 19.01.1945 части дивизии взяли город Рагнит, 20.01.1945 года участвует во взятии Тильзита, затем наступала с тяжёлыми боями вдоль южного берега залива Куришес-Хафф, с 28.01.1945 ведёт ожесточённые бои под городом Кранц и 04.02.1945 занимает Кранц.
С 10.02.1945 года ведёт тяжёлые бои с упорно обороняющейся земландской группировкой врага.
Так, с 13.04.1945 по 15.04.1945, потеряв в предыдущих боях много личного состава, будучи неукомплектованной, ведёт наступление на Земландском полуострове, с задачей наступать в общем направлении на Шлякалькен, прорвать оборону противника на участке безымянная высота 500 м западнее Дивенс, (иск.) роща 0,8 километра южнее фольварка Каляусхефен и выйти на рубеж Ляукникен, высота 55,0; в последующем овладеть рубежом (иск.) г. Калькберг, Шлякалькен, а передовыми отрядами к исходу дня занять Рантау, безымянная высота 0,5 километра севернее Тенкитен. С выходом в район Нойкурен, дивизия должна была изменить направление удара и наступать на запад вдоль берега Балтийского моря, имея задачей не допустить отхода частей 551-й пехотной дивизии противника. За время наступления части дивизии овладели 47 населёнными пунктами и продвинулись на глубину 25 километров, взяв при этом город Раушен.
Там же, на Земландском полуострове, и закончила свои боевые действия.
Расформирована летом 1945 года.

## Полное наименование
115-я стрелковая Холмская Краснознамённая дивизия

## Подчинение
| Дата            | Фронт (округ)                                              | Армия                  | Корпус                             | Примечания                    |
| --------------- | ---------------------------------------------------------- | ---------------------- | ---------------------------------- | ----------------------------- |
| 22.06.1941 года | Ленинградский военный округ                                | 23-я армия             | 19-й стрелковый корпус             | с 24.06.1941 — Северный фронт |
| 01.07.1941 года | Северный фронт                                             | 23-я армия             | 19-й стрелковый корпус             | -                             |
| 10.07.1941 года | Северный фронт                                             | 23-я армия             | 19-й стрелковый корпус             | -                             |
| 01.08.1941 года | Северный фронт                                             | 23-я армия             | 19-й стрелковый корпус             | -                             |
| 01.09.1941 года | Ленинградский фронт                                        | -                      | -                                  | -                             |
| 01.10.1941 года | Ленинградский фронт (Невская оперативная группа)           | -                      | -                                  | -                             |
| 01.11.1941 года | Ленинградский фронт (Невская оперативная группа)           | -                      | -                                  | -                             |
| 01.12.1941 года | Ленинградский фронт                                        | -                      | -                                  | -                             |
| 01.01.1942 года | Ленинградский фронт                                        | 54-я армия             | -                                  | -                             |
| 01.02.1942 года | Ленинградский фронт                                        | 54-я армия             | -                                  | -                             |
| 01.03.1942 года | Ленинградский фронт                                        | 54-я армия             | -                                  | -                             |
| 01.04.1942 года | Ленинградский фронт                                        | 54-я армия             | -                                  | -                             |
| 01.05.1942 года | Ленинградский фронт (Группа войск Волховского направления) | 54-я армия             | -                                  | -                             |
| 01.06.1942 года | Ленинградский фронт (Волховская группа войск)              | 54-я армия             | -                                  | -                             |
| 01.07.1942 года | Волховский фронт                                           | 54-я армия             | -                                  | -                             |
| 01.08.1942 года | Волховский фронт                                           | 54-я армия             | -                                  | -                             |
| 01.09.1942 года | Волховский фронт                                           | 54-я армия             | -                                  | -                             |
| 01.10.1942 года | Волховский фронт                                           | 54-я армия             | -                                  | -                             |
| 01.11.1942 года | Волховский фронт                                           | 54-я армия             | -                                  | -                             |
| 01.12.1942 года | Волховский фронт                                           | 54-я армия             | -                                  | -                             |
| 01.01.1943 года | Волховский фронт                                           | 54-я армия             | -                                  | -                             |
| 01.02.1943 года | Волховский фронт                                           | 54-я армия             | -                                  | -                             |
| 01.03.1943 года | Волховский фронт                                           | 54-я армия             | -                                  | -                             |
| 01.04.1943 года | Волховский фронт                                           | 54-я армия             | -                                  | -                             |
| 01.05.1943 года | Волховский фронт                                           | 54-я армия             | -                                  | -                             |
| 01.06.1943 года | Волховский фронт                                           | 54-я армия             | -                                  | -                             |
| 01.07.1943 года | Волховский фронт                                           | 54-я армия             | -                                  | -                             |
| 01.08.1943 года | Волховский фронт                                           | 54-я армия             | -                                  | -                             |
| 01.09.1943 года | Волховский фронт                                           | 54-я армия             | -                                  | -                             |
| 01.10.1943 года | Брянский фронт                                             | 11-я гвардейская армия | -                                  | -                             |
| 01.11.1943 года | 2-й Прибалтийский фронт                                    | 11-я гвардейская армия | 36-й гвардейский стрелковый корпус | -                             |
| 01.12.1943 года | 2-й Прибалтийский фронт                                    | 3-я ударная армия      | 100-й стрелковый корпус            | -                             |
| 01.01.1944 года | 2-й Прибалтийский фронт                                    | 3-я ударная армия      | 90-й стрелковый корпус             | -                             |
| 01.02.1944 года | 2-й Прибалтийский фронт                                    | -                      | 93-й стрелковый корпус             | -                             |
| 01.03.1944 года | 2-й Прибалтийский фронт                                    | 22-я армия             | 44-й стрелковый корпус             | -                             |
| 01.04.1944 года | 2-й Прибалтийский фронт                                    | 22-я армия             | 44-й стрелковый корпус             | -                             |
| 01.05.1944 года | 2-й Прибалтийский фронт                                    | 22-я армия             | 44-й стрелковый корпус             | -                             |
| 01.06.1944 года | 2-й Прибалтийский фронт                                    | 22-я армия             | 44-й стрелковый корпус             | -                             |
| 01.07.1944 года | 2-й Прибалтийский фронт                                    | 22-я армия             | 44-й стрелковый корпус             | -                             |
| 01.08.1944 года | 2-й Прибалтийский фронт                                    | 22-я армия             | 44-й стрелковый корпус             | -                             |
| 01.09.1944 года | 2-й Прибалтийский фронт                                    | 3-я ударная армия      | 44-й стрелковый корпус             | -                             |
| 01.10.1944 года | 1-й Прибалтийский фронт                                    | 2-я гвардейская армия  | 44-й стрелковый корпус             | -                             |
| 01.11.1944 года | 1-й Прибалтийский фронт                                    | 2-я гвардейская армия  | 44-й стрелковый корпус             | -                             |
| 01.12.1944 года | 1-й Прибалтийский фронт                                    | 43-я армия             | 44-й стрелковый корпус             | -                             |
| 01.01.1945 года | 1-й Прибалтийский фронт                                    | 43-я армия             | 103-й стрелковый корпус            | -                             |
| 01.02.1945 года | 3-й Белорусский фронт                                      | 43-я армия             | 103-й стрелковый корпус            | -                             |
| 01.03.1945 года | 3-й Белорусский фронт (Земландская группа войск)           | 43-я армия             | 103-й стрелковый корпус            | -                             |
| 01.04.1945 года | 3-й Белорусский фронт (Земландская группа войск)           | 2-я гвардейская армия  | 103-й стрелковый корпус            | -                             |
| 01.05.1945 года | 2-й Белорусский фронт                                      | 43-я армия             | 103-й стрелковый корпус            | -                             |

## Состав
- 292-й (313-й) стрелковый полк (с 15.05.1942)
- 708-й стрелковый полк (до 11.09.1941)
- 576-й стрелковый полк
- 638-й стрелковый полк
- 313-й артиллерийский полк
- 241-й отдельный истребительно-противотанковый дивизион
- 133-й отдельный зенитный артиллерийский дивизион (в январе 1942 года в оперативном подчинении 2-го корпуса ПВО, 22 января 1942 года переформирован в 346-ю отдельную зенитную артиллерийскую батарею 115-й стрелковой дивизии)
- 168-й отдельная разведывательная рота
- 219-й отдельный сапёрный батальон
- 277-й отдельный батальон связи (308-я отдельная рота связи)
- 233-й медико-санитарный батальон
- 269-я отдельная рота химический защиты
- 247-я автотранспортная рота (244-й автотранспортный батальон)
- 319-я полевая хлебопекарня (224-й полевой автохлебозавод)
- 149-й дивизионный ветеринарный лазарет
- 456-я полевая почтовая станция
- 269-я полевая касса Госбанка

## Командование

### Командиры
- Коньков, Василий Фомич (05.08.1940 — 06.10.1941), генерал-майор
- Симонов, Николай Васильевич (06.10.1941 — 10.10.1941), полковник (врид).
- Машошин, Андрей Фёдорович (10.10.1941 — 16.12.1941), полковник
- Грибов, Иван Владимирович (17.12.1941 — 16.02.1942), полковник
- Смирнов, Василий Иванович (17.02.1942 — 13.07.1942), полковник
- Замировский, Никифор Матвеевич (14.07.1942 — 14.09.1942), генерал-майор
- Белоусов, Иван Михайлович (15.09.1942 — 02.07.1943), подполковник, с 24.10.1942 полковник
- Соболев, Семён Иванович (10.07.1943 — 02.01.1944), полковник
- Ляшенко, Ефим Антонович (03.01.1944 — 22.06.1944), генерал-майор технических войск
- Блинов, Александр Павлович (25.06.1944 — 26.03.1945), полковник
- Скрынник, Афанасий Павлович (27.03.1945 — 07.04.1945), полковник
- Блинов, Александр Павлович (08.04.1945 — 20.09.1945), генерал-майор

### Заместители командира
- Дегтярёв, Николай Николаевич (24.04.1945 — 29.07.1945), полковник

### Начальники штаба
- Павлов, Иван Семёнович (07.02.1942 - ??.10.1942), подполковник, полковник

Рядовые
- Чубаренко Александр Федосеевич[1]

## Награды и наименования
| Награда (наименование)           | Дата                                                          | За что награждена |
| -------------------------------- | ------------------------------------------------------------- | --- |
| Почётное наименование «Холмская» | Приказ Верховного Главнокомандующего № 040 от 26.02.1944 года | За отличие в боях при освобождение города Холм. |
| Орден Красного Знамени           | Указ Президиума Верховного Совета СССР от 09.08.1944          | За образцовое выполнение заданий командования в боях с немецкими захватчиками, за овладение городами Даугавпилс (Двинск) и Резекне (Режица) и проявленные при этом доблесть и мужество. |

Награды частей дивизии:
- 292-й стрелковый ордена Суворова[3] полк
- 638-й стрелковый ордена Кутузова[3] полк

## Отличившиеся воины дивизии
| Награда      | Ф. И. О.                        | Должность                                                      | Звание          | Дата награждения    | Примечания                                                                               |
| ------------ | ------------------------------- | -------------------------------------------------------------- | --------------- | ------------------- | ---------------------------------------------------------------------------------------- |
| Орден Ленина | Тешабой Одилов                  | снайпер                                                        |                 |                     | Провёл 48 дней на Невском Пятачке, винтовка Одилова хранится в музее обороны Ленинграда. |
|              | Васили, Кирилл Трофимович       | снайпер взвода пешей разведки 576 стрелкового полка            | младший сержант | 29 июня 1945 года   |                                                                                          |
|              | Каргин, Григорий Иванович       | командир отделения взвода пешей разведки 576 стрелкового полка | младший сержант | 19 апреля 1945 года |                                                                                          |
|              | Мирсков, Андрей Иванович        | командир роты 576-го стрелкового полка                         | лейтенант       | 24 марта 1945 года  |                                                                                          |
|              | Пичкалёв, Александр Афанасьевич | старший телефонист 313 артиллерийского полка                   | младший сержант | 15 мая 1946 года    |                                                                                          |
|              | Полищук, Спиридон Кириллович    | командир батальона 292-го стрелкового полка                    | майор           | 29 июня 1945 года   |                                                                                          |
|              | Степанов, Александр Алексеевич  | командир отделения 292-го стрелкового полка                    | сержант         | 29 июня 1945 года   |                                                                                          |

### Книги
- В. Ф. Коньков. Время далекое и близкое. — М.: Воениздат, 1985.
- П. Лукницкий. Ленинград действует. В 3-х томах.
- А. Рахмат. Они защищали Ленинград: Документальные рассказы. — Ташкент: Литературы и искусства имени Гафур Гуляма, 1984. — 272 с.
- М. Сергейчик. Продолжение подвига.
- Кавалеры ордена Славы трёх степеней. Краткий биографический словарь — М.: Военное издательство,2000.

### Статьи
- А. Ф. Забара. Ночная атака // 2-е изд., перераб. и доп.. — СПб.: Политехника, 2008. — С. 119—132. — ISBN 978-5-7325-0640-2.
- В. К. Зиновьев. Сражения в «Долине смерти» // 2-е изд., перераб. и доп.. — СПб.: Политехника, 2008. — С. 133—148. — ISBN 978-5-7325-0640-2.
- В. Ф. Коньков. Боевая задача - наступать!. — Лениздат, 1977. — С. 36—45.
- Е. А. Олейникова. Ужасы войны нас не сломили // 2-е изд., перераб. и доп.. — СПб.: Политехника, 2008. — С. 150—152. — ISBN 978-5-7325-0640-2.
- М. С. Соболевский. Служу в дивизии Машошина. — Лениздат, 1977. — С. 110—118.